# Puerto de Nom Pen
El Puerto de Nom Pen  es un puerto fluvial tradicional. Se Localiza en Nom Pen, capital de Camboya. Es accesible a embarcaciones del Mar de China Meridional, a través de Vietnam. El puerto está situado en el río Tonle Sap a 4 kilómetros desde su unión con el río Mekong. Las Embarcaciones de hasta 2.000 DWT pueden usar el puerto sin dificultades, y  a partir de 5.000 DWT pueden usarlo con aguas favorables. El puerto recibe hasta 150 navíos por año, incluyendo tres navíos de carga oriundos de Singapur.